# Quattro Strade
Quattro Strade is een plaats (frazione) in de Italiaanse gemeente Orbetello.